# 上宇坂村
上宇坂村（かみうさかむら）は福井県足羽郡にあった村。現在の福井市の東部、越美北線・美山駅周辺から南方一帯にかけての区域にあたる。

## 地理
- 山岳 ： 白椿山、一乗山
- 河川 ： 足羽川

## 歴史
- 1889年（明治22年）4月1日 - 町村制の施行により、足羽郡品ヶ瀬村、朝谷島村、朝谷村、境寺村、椙谷村、小宇坂村、小宇坂島村、蔵作村、東天田村及び西天田村の区域をもって、足羽郡上宇坂村が発足する。
- 1955年（昭和30年）2月11日 - 大野郡芦見村、羽生村、上味見村、下味見村、足羽郡下宇坂村及び上宇坂村が合併して、足羽郡美山村が発足する。

## 交通

### 鉄道路線
現在は旧村域に越美北線の美山駅が所在するが、当時は未開業。

### 道路
- 国道158号